# Nagyfi László
Nagyfi László (Budapest, 1962. április 13.) magyar heavy metal gitáros, dalszerző, a Pokolgép együttes egykori meghatározó tagja, az Omen együttes alapítója.

## Zenei karrier
6 évesen kezdett hegedülni. 14 évesen felvételizett a Konzervatóriumba, de nem került be. A Postás zeneiskolában folytatta Lengyel Gábor (ex-P. Mobil) kezei alatt, de már gitáron, amelyen az AC/DC hatására kezdett játszani. Az első zenekara egy jazz-rock formáció volt, ahol a gitározás mellett még hegedült. Aztán jött a Ninive együttes, majd 1984-ben csatlakozott a Pokolgéphez, amellyel a '80-as években a legnépszerűbb magyar heavy metal együttes voltak. Első lemezeikből több százezer példány kelt el.
1990-ben az énekes Kalapács Józseffel kiléptek a Pokolgépből és megalakították az Omen együttest, ahol Nagyfi László öccse Zoltán (ex-Ossian) lett a dobos. A zenekar egyfajta szupergruppként alakult az ország akkori legnépszerűbb heavy metal csapatainak zenészeiből, és ennek megfelelően azonnal fokozott érdeklődés követte működésüket. 1997-ig töretlenül haladt a zenekar szekere, de az elmúlt tíz évben feloszlás, tagcserék, sikeres és sikertelen lemezek váltakozása jellemzik útjukat. 2006-ban Nagyfi megnyitotta saját hangszerüzletét Budapesten.
Nagyfi László nős, három gyermeke van, nagyobbik lánya révén pedig már nagyapa. Fia Nagyfi Marcell dobos, lánya Orsolya zongorista.

## Felszerelése
Jelenlegi gitárok
- Gibson Les Paul gitárok (Custom, Goldtop)
- Ltd GH-600
- Bigson Custom Explorer
- Bigson Les Paul
- Ibanez AEW40ZW akusztikus gitár
- DBZ Venom2
- Jackson Randy Rhoads RRX24
- Gibson Flying V 70's
- Gibson Explorer 2011 Limited w. (Factory) Floyd Rose
- Gibson Firebird Custom
- Fender Telecaster (korábban a Hooligans gitárosáé, Tóth Tibié volt.)
- Solar V1.6 VW Wolfmaster

#### Korábbi gitárok
- Jackson Custom Shop Explorer 1994
- Hofner Explorer
- Gibson SG
- Kramer Baretta (2 db, az egyik rózsaszín Kramer Baretta II-es később Daczi Zsolthoz került, most Pál Endre tulajdona)
- Ltd EC-1000
- Jackson Dinky

Erősítők, effektek, processzorok, pengetők, gitárkábelek
- Randall RM4-előfok, RT 2/50-végfok
- Randall RS 412 XLT ládák
- T.C. Electronic G-Sharp FX Processor
- Korg DTR-1000 Guitar Tuner
- Klotz gitárkábelek
- Dunlop pengetők

Húrok
- Ernie Ball S.T.H.B. Slinky

## Diszkográfia

### Pokolgép
- Totális metál (1986)
- Pokoli színjáték (1987)
- Éjszakai bevetés (1989)
- Metál az ész (1990)
- Koncertlemez (1990) - koncertalbum
- Best of Régi Gép (1995) - válogatás
- Az utolsó merénylet (1995) - koncertalbum

### Omen
- Feketében (1991)
- Brutális tangó (1992)
- Anarchia (1993)
- Jelek (1994)
- Koncert (1994) - koncertalbum
- Idegen anyag (1997)
- Tiszta szívvel (2003)
- Best of Omen (2004) - válogatás
- A hetedik nap (2006)
- Agymosás (2006)
- Nomen est Omen (2012)
- Huszonöt év (2015)